# Jožefina
Jožefina je žensko osebno ime.

## Izvor imena
Ime Jožefina je različica ženskega osebnega imena Jožefa.

## Pogostost imena
Po podatkih Statističnega urada Republike Slovenije je bilo na dan 31. decembra 2007 v Sloveniji število ženskih oseb z imenom Jožefina: 67.

## Osebni praznik
Osebe z imenom Jožefina lahko godujejo takrat kot osebe z imenom Jožefa.